# Regione di Barcaldine
La regione di Barcaldine è una Local Government Area che si trova nel Queensland. Essa si estende su una superficie di 53.677 chilometri quadrati e ha una popolazione di 3.215 abitanti. La sede del consiglio si trova a Barcaldine.